# 1994 في اليمن
فيما يلي قوائم الأحداث التي وقعت خلال عام 1994 في اليمن.

## سياسة

### تعيين في المنصب
- 29 مايو – عبد ربه منصور هادي وزير الدفاع اليمني،نائب رئيس الجمهورية اليمنية.
- 10 يونيو – أحمد محمد الآنسي وزير الاتصالات وتقنية المعلومات.
- 6 أكتوبر – عبد العزيز عبد الغني رئيس وزراء اليمن.
- 6 أكتوبر – عبد الملك السياني وزير الدفاع اليمني.

### انتهاء فترة المنصب
- 9 مايو – حيدر أبو بكر العطاس رئيس وزراء اليمن.
- 10 يونيو – أحمد محمد الآنسي وزير الاتصالات وتقنية المعلومات.
- 5 سبتمبر – هيثم قاسم طاهر وزير الدفاع اليمني.
- 3 أكتوبر – عبد ربه منصور هادي وزير الدفاع اليمني.

## مواليد

### مارس
- 10 مارس – محمد بقشان لاعب كرة قدم يمني.

### يوليو
- 4 يوليو – عبد الواسع المطري لاعب كرة قدم يمني.

### أغسطس
- 6 أغسطس – محمد السروري لاعب كرة قدم يمني.

## وفيات

### مارس
- 5 مارس – عبد الله السلال (مواليد 1917) أول رئيس لجمهورية اليمن الشمالي السابقة.